# Saint-Jean-Bonnefonds
Saint-Jean-Bonnefonds ist eine französische Gemeinde im Département Loire in der Region Auvergne-Rhône-Alpes. Sie gehört zum Arrondissement Saint-Étienne und zum Kanton Saint-Étienne-5. Die 6594 Einwohner (Stand: 1. Januar 2022) der Gemeinde bezeichnen sich als Saint-Jeandaires.

## Geographie
Saint-Jean-Bonnefonds liegt etwa 45 Kilometer südwestlich von Lyon im Zentralmassiv. Umgeben wird Saint-Jean-Bonnefonds von den Nachbargemeinden Sorbiers im Norden, Saint-Chamond im Osten, Saint-Étienne im Süden und Westen sowie La Talaudière im Nordwesten.
Die Gemeinde liegt am Rande des Regionalen Naturparks Pilat und ist mit diesem als Zugangsort assoziiert.
Durch die Gemeinde führen die Autoroute A72 und die Route nationale 88.

## Geschichte
Als Besitz der Kirche von Lyon wird 984 der Weiler Sanctus Johannis de Bono Fonte genannt. Die Kirche von Saint-Jean-Bonnefonds wird 1173 genannt.

## Bevölkerungsentwicklung
| Jahr                       | 1962 | 1968 | 1975 | 1982 | 1990 | 1999 | 2006 | 2017 |
| -------------------------- | ---- | ---- | ---- | ---- | ---- | ---- | ---- | ---- |
| Einwohner                  | 4585 | 4460 | 4943 | 6285 | 6412 | 6089 | 5886 | 6638 |
| Quellen: Cassini und INSEE |      |      |      |      |      |      |      |      |

## Gemeindepartnerschaft
Mit der deutschen Gemeinde Teuchern (bzw. der ehemaligen Verwaltungsgemeinschaft Teucherner Land) in Sachsen-Anhalt besteht seit 1996 eine Partnerschaft.

## Sehenswürdigkeiten
- romanische Kirche aus dem 12. Jahrhundert
- Château du Bourg aus dem 14. Jahrhundert nahe der Kirche
- Château de Nantas, wohl im 15. Jahrhundert errichtet
- Domaine Poyeton mit Herrenhaus aus dem 16. Jahrhundert
- Maison du Passementier

## Persönlichkeiten
- Alexis Ajinça (* 1988), Basketballspieler, in Saint-Jean-Bonnefonds aufgewachsen